# プロレス四天王
プロレス四天王（プロレスしてんのう）はプロレスにおいては、かつての全日本プロレスに入門しジャイアント馬場の愛弟子であった三沢光晴、川田利明、小橋建太、田上明の4人を指す。
後に秋山準を加え、五強とも称された。彼らは「馬場の遺産」とも時に呼ばれる。
彼らの前後にもファンやメディアから“四天王”として高く評価されていたり、ユニットとして“四天王”を名乗るレスラーが存在する（後述）。

## 詳細
成立過程としては、1980年代後半の馬場の第一線からの撤退、1990年の天龍源一郎らの退団によりピンチとなった全日本プロレスが、リング上の攻防の激しさを売りにしたことから始まっている。
当初はエースであるジャンボ鶴田やスタン・ハンセンら外国人レスラーが、彼らの厚き壁となっていたが、鶴田の長期療養によりスター不在となり、超世代軍を中心とした若手世代同士をメインイベントで戦わせる、全日本では新しい試みとなった。それまでは馬場のプロモーターとしての優れた働きから、「日本人vs外国人」の図式がメインであったが、1980年代にWWFがレッスルマニアを成功させたことを皮切りにアメリカンプロレスはテレビ主導の興行形態となり、大物外国人レスラーの招聘が困難になり日本人同士による対戦を主体とする必然性が迫られたこともまた四天王プロレスの契機となっている。
脳天から叩き落とす危険な技の応酬のスタートは1993年のスティーブ・ウィリアムスの小橋との三冠挑戦者決定戦での殺人バックドロップがきっかけであるとされる。四天王プロレスの特徴として、30分を越す試合時間、カウント2.9連続の攻防、ハードヒットする打撃、脳天直下式・高角度式の投げ技の多用、そうした大技を食らっても意識朦朧ながらすぐさま立ち上がり、相手に一撃食らわせてからダブルKO状態となる、などの試合形式は、従来のプロレス手法を覆すものであり、日本武道館を初めとする首都圏でのビッグマッチは毎回のように超満員の観客が詰め掛けた。彼らの活躍やファイトスタイルは話題を呼び、全日本が最も繁栄・全盛となった時期であるといわれる。また、そのスタイルは、「四天王プロレス」と称され、プロレス界全般にも多大な影響を与えた。
そうした試合スタイルであったため、ルー・テーズからタフマンコンテストと比喩されたほか、グラウンドレスリングの欠如、技のインフレ・過激化、焼き畑農業等と国内外から批判されることもあった。その過剰な攻防のエスカレートを危惧し、安易に四天王プロレスを賛美する観衆、そして安易に四天王プロレスの真似事をする他団体をいさめる論評も散見された（他団体で複数の死者が出てくる時期にあたる）。ただし練習生時代に徹底的に受身を叩き込まれる全日本の選手だからなせる業、また実力が拮抗している者同士だからこそ成立しうる試合スタイルであるとする評価もある。
プロレス四天王は4人とも実力は拮抗していたが、その中でも川田、田上、小橋が特に象徴的存在としてライバル視した選手が三沢光晴であり、三沢は1996年5月24日・札幌中島体育センター大会で田上にシングル戦でフォール負けを喫するまで、他の3選手にシングル戦でフォール負けを喫することはなかった。
レスラーとしてのタイプはそれぞれ異なるが、所属組織が分断されてしまった現在も、馬場の「王道プロレス」「純プロレス」の部分はそれぞれに継承されている。分裂以降のノアでは全日に残留した川田の代わりに、かつて「五強」とされた秋山を加えて「プロレス四天王」とする場合もある。また、ノア旗揚げ後は低迷していた田上が2005年にGHCヘビー級王座を獲得するまで、三沢、小橋、秋山に高山善廣を加えて新四天王とする向きも一部であった。
三沢は2009年に試合中の事故により死去、小橋は怪我による長期離脱を経て2013年5月に引退、田上は三沢の死後にノアの社長に就いて以降は最前線からは完全に退き、2013年12月に引退した。2023年現在の時点で引退を表明していないのは川田ただ一人であるが、その川田も2010年後半から10年以上レスラーとしての活動は休業の状態が続いている。
1992年に鶴田が肝炎で戦線離脱し、この4人が全日のエースになり四天王と呼ばれるようになって以降、この4人をシングルですべて倒したのはスタン・ハンセン、スティーブ・ウィリアムス、ベイダーのみであり、日本人選手は一人もいない。

### 闘魂三銃士との関係
馬場と猪木が袂を分かった後に「馬場vs猪木」の対戦が実現しなかったことからも、プロレスファンからは双方間によるより多くの対戦が待ち望まれた。彼らの対決は、
1. 川田については、蝶野正洋とのタッグ戦が2000年、2001年に、シングル戦が2005年に、武藤敬司とのシングル戦および多くのタッグ戦が2001年以降に、橋本真也とのタッグ戦が2003年に、シングル戦が2004年に実現
2. 三沢については、橋本とのタッグ戦が2001年に、蝶野とのシングル戦が2002年に、武藤とのタッグ戦が2004年に実現
3. 田上については、蝶野とのタッグ戦が2003年に実現、
4. 小橋については、蝶野とのタッグ戦およびシングル戦が2003年に実現。武藤とのタッグ戦が2009年に実現。

従って、四天王の中で闘魂三銃士全員とシングル戦を行った経験があるのが、川田だけ（対武藤3勝2敗1分、対蝶野1敗、対橋本1勝）で、蝶野は唯一、田上とのシングル戦はなく（対三沢1分、対川田1勝、対小橋1敗）、タッグで交わっていることになる。小橋に関しては、橋本とはリング上で接点はなかったが、2003年、週刊プロレス主催のトークショーで時間帯が違ったものの、同日開催されたこともあり、別室で記念撮影に応じている。
また、三沢と武藤、三沢と蝶野、川田と武藤、川田と橋本、田上と武藤による四天王と三銃士のタッグ結成が実現。小橋、武藤、蝶野による夢のトリオも実現した。
蝶野は四天王について「所属団体こそ違うけどかけがえのない同士だと思ってる。同じ時代を生きたという意味でね」と週刊プロレスでのインタビューで語っている。

## 昭和期のプロレス四天王
1960年代後半、日本プロレスのトップ選手であったジャイアント馬場、アントニオ猪木、大木金太郎、吉村道明が、「日本プロレス四天王」「日プロ四天王」と呼ばれていた。

## 新日本プロレスの四天王
2000年代後半頃から新日本プロレスのタイトルマッチ常連選手である棚橋弘至、中邑真輔、真壁刀義、後藤洋央紀の四人。
元々2002年頃から棚橋、中邑、柴田勝頼の三人が「新・闘魂三銃士」として売り出されたがあまり定着しないまま柴田が退団し、後に天山広吉追放後のG・B・Hリーダーとして新日本の内外で暴れ回る真壁、2008年のG1 CLIMAXで初出場・初優勝を果たし注目を集めた後藤を加えた四人が「四天王」と呼ばれるようになり、徐々に定着している。ポスターや会場タペストリーもこの4人が飾る事が多かったが、2012年に入りオカダ・カズチカがIWGP初挑戦・初戴冠を皮切りに急激に頭角を現した事により、この年の下半期より後藤に変わってオカダがラインナップされることに。但し、これをもって四天王と呼ばれる事はほぼ無い。
それからしばらくは棚橋、中邑、オカダを3トップとしているが新日本内外で「もう一人は誰か？」という議論が起こっており、後藤、内藤哲也、飯伏幸太、AJスタイルズ等候補は多いものの定着はしていない。
2016年に中邑が新日本を退団すると内藤が急成長してIWGPヘビー級王座を奪取。またWWEへ移籍したAJに変わりケニー・オメガが頭角をあらわしG1 CLIMAXを初優勝した。ここから棚橋（本隊）、オカダ（CHAOS）、内藤（ロス・インゴベルナブレス・デ・ハポン）、オメガ（BULLET CLUB - The Elite）の各ユニットのリーダー格4人が四天王に値する。

## 外敵四天王（新日本プロレス）
2004年頃から新日本プロレスに参戦し、G1 CLIMAXやIWGPタイトルマッチ等の主要な試合で新日本本隊の脅威となった、天龍源一郎（フリー）、高山善廣（高山堂）、鈴木みのる（パンクラス、全日本プロレス）、佐々木健介（健介オフィス）の四人。

## ノア四天王
三沢が中心となって旗揚げされたプロレスリング・ノアに所属する中嶋勝彦、潮崎豪、拳王、清宮海斗の4人を2021年頃より「ノア四天王」と呼ぶようになった。